# Mistrzostwa Świata w Lekkoatletyce 2011 – sztafeta 4 × 400 m kobiet
Sztafeta 4 x 400 metrów kobiet – jedna z konkurencji rozegranych podczas lekkoatletycznych mistrzostw świata na Daegu Stadium w Daegu. 
Obrońcą tytułu mistrzowskiego z 2009 roku była reprezentacja Stanów Zjednoczonych.

## Terminarz
| Data       | Godzina |            |
| ---------- | ------- | ---------- |
| 2 września | 12:10   | Eliminacje |
| 3 września | 20:40   | Finał      |

## Rezultaty

### Eliminacje
| Miejsce | Reprezentacja     | Rezultat | Uwagi                     |
| ------- | ----------------- | -------- | ------------------------- |
| 1       | Rosja             | 3:20,94  | Q                         |
| 2       | Jamajka           | 3:22,01  | Q                         |
| 3       | Wielka Brytania   | 3:23,05  | Q                         |
| 4       | Stany Zjednoczone | 3:23,57  | Q                         |
| 5       | Ukraina           | 3:24,13  | Q                         |
| 6       | Białoruś          | 3:24,28  | q                         |
| 7       | Nigeria           | 3:25,59  | Q                         |
| 8       | Czechy            | 3:26,01  | q                         |
| 9       | Włochy            | 3:26,48  | Najlepszy wynik w sezonie |
| 10      | Kuba              | 3:26,74  | Najlepszy wynik w sezonie |
| 11      | Niemcy            | 3:27,31  | Najlepszy wynik w sezonie |
| 12      | Irlandia          | 3:27,48  | Rekord kraju              |
| 13      | Kanada            | 3:27,92  | Najlepszy wynik w sezonie |
| 14      | Francja           | 3:28,02  | Najlepszy wynik w sezonie |
| 15      | Turcja            | 3:32,15  |                           |
| 16      | Australia         | 3:32,27  | Najlepszy wynik w sezonie |
| 17      | Chiny             | 3:32,39  | Najlepszy wynik w sezonie |
| 18      | Brazylia          | 3:32,43  |                           |
| 19      | Korea Południowa  | 3:43,22  | Najlepszy wynik w sezonie |
| 20      | Kazachstan        | DNS      |                           |

### Finał
| Poz. | Reprezentacja     | Czas    | Uwagi                                 |
| ---- | ----------------- | ------- | ------------------------------------- |
|      | Stany Zjednoczone | 3:18,09 | Najlepszy tegoroczny wynik na Świecie |
|      | Jamajka           | 3:18,71 | Rekord kraju                          |
| DSQ  | Rosja             | 3:19.36 | [ 3 ]                                 |
|      | Wielka Brytania   | 3:23,63 |                                       |
| 4    | Białoruś          | 3:25.64 |                                       |
| 5    | Czechy            | 3:26.57 |                                       |
| 6    | Nigeria           | 3:29.82 |                                       |
|      | Ukraina           | 3:23.86 | DQ                                    |